# Puentecilla, Zentla
Puentecilla är en ort i Mexiko.   Den ligger i kommunen Zentla och delstaten Veracruz, i den sydöstra delen av landet, 240 km öster om huvudstaden Mexico City. Puentecilla ligger 884 meter över havet och antalet invånare är 785.
Terrängen runt Puentecilla är varierad. Runt Puentecilla är det ganska tätbefolkat, med 139 invånare per kvadratkilometer. Närmaste större samhälle är Huatusco de Chicuellar, 13,6 km väster om Puentecilla. I omgivningarna runt Puentecilla växer i huvudsak städsegrön lövskog.